# Panthera tigris acutidens
Panthera Tigris Acutidens, também chamado de Tigre-Das-Cavernas, foi uma subespécie de tigre extinta que viveu no período quaternário durante o pleistoceno, onde atualmente se localizam a China, Rússia e Mongólia.

## Características
Viveu em locais frios de florestas de folha caduca e florestas de bambu. Alimentava-se de animais de grande porte.
Possuía presas de 15,5 centímetros de comprimento. Tinham até 1,20 metros na altura da cernelha; corpo de 2,50 metros de comprimento mais a cauda de 1 metro, os machos pesavam entre 335 e 400 kg.